# Petrelaea
Petrelaea is een geslacht van vlinders van de familie van de Lycaenidae, uit de onderfamilie van de Polyommatinae. De soorten van dit geslacht komen voor in het Indisch subcontinent, Zuidoost-Azië en Australië.

## Soorten
- P. dana (De Nicéville, 1884)
- P. tombugensis (Röber, 1886)